# Велимирович, Зорка
Зорка «Зора» Велимирович (серб. Зорка «Зора» Велимировић; 16 марта 1878, Čitluk, Sokobanja — 10 октября 1941) — первая сербская женщина-переводчик, работавшая над переводом произведений русскоязычных писателей на сербский язык. Она также была первой, кто перевёл пьесу с русского на сербский язык.

## Ранние годы
Зорка Велимирович родилась в 1878 году в Читлуке, в период, когда эта часть Сербии все еще находилась под властью Османской империи. Её отец, сербский православный священник в приходе Пирот, был одним из основателей Srpska kniževna zadruga (Сербский литературный кооператив) и написал несколько книг и статей в области этнографии. Её мать, Елена, была домохозяйкой с одиннадцатью детьми (один из них рано умер), включая Зорку, которая была второй по старшинству. Все дети выросли в городе и посещали Пиротскую гимназию, прежде чем продолжить своё образование в педагогическом колледже. Она некоторое время работала в Пироте школьной надзирательницей. Её сестра была скульптором, Вукосава Велимирович.

## Карьера
Велимирович начала свой первый перевод ещё в школе, работая над «Анной Карениной» Льва Толстого. Она продолжила изучать русскую литературу, что позволило ей работать над обширным блоком переводов таких писателей, как Максим Горький, Фёдор Достоевский, Иван Тургенев, Антон Чехов и других. Она признана первой сербской женщиной, работавшей переводчиком. Её перевод «Дяди Вани» является самым ранним зафиксированным переводом пьесы с русского на сербский. По словам Зорана Божовича, её переводы хвалят за их «большую точность».